# Danny Thompson (Musiker)

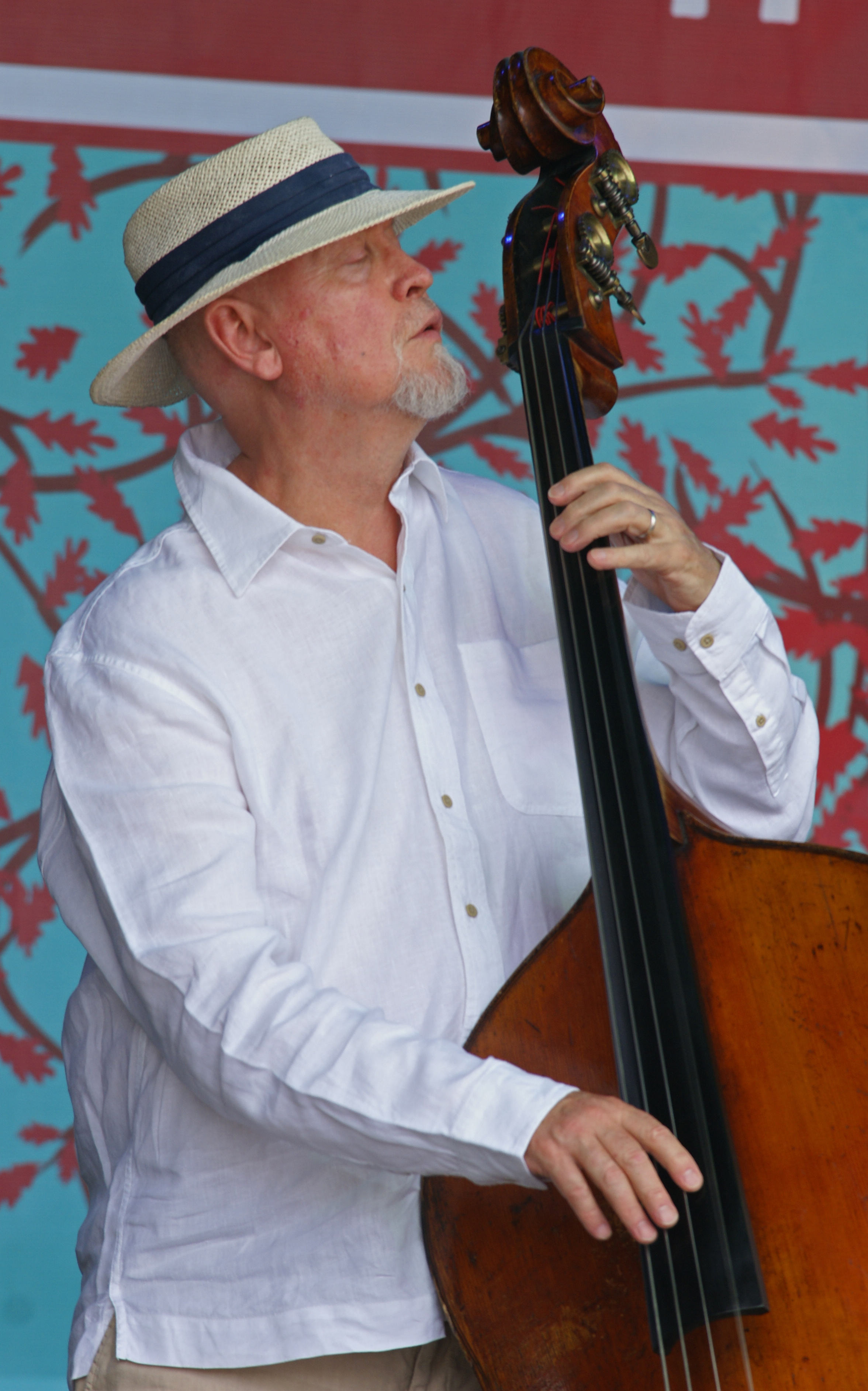
Danny Thompson, 2008

Daniel Henry Edward „Danny“ Thompson (* 4. April 1939 in Teignmouth, Devon) ist ein britischer Jazz-Kontrabassist, der mit einer Vielzahl bekannter Folk- und Rockmusik-Interpreten zusammen gespielt hat.

## Biographie
Thompson wurde in Teignmouth in Südengland geboren. Nachdem sein Vater im Zweiten Weltkrieg gestorben war, zog er im Alter von sechs Jahren mit seiner Familie nach London. Auf seiner Schule spielte er Fußball und nahm Unterricht für Gitarre, Mandoline, Trompete und Posaune, spezialisierte sich jedoch schließlich auf Kontrabass.
Zu Beginn seiner Karriere lag Thompsons Hauptinteresse im Jazz, so spielte er eine kurze Zeit lang in der Band des britischen Jazz-Saxophonisten Tubby Hayes. 1964 schloss er sich dann Alexis Korner’s Blues Incorporated an, bei dem er drei Jahre lang blieb. 1967 verließ er zusammen mit Schlagzeuger Terry Cox Korners Band, um sich der Folkjazz-Band Pentangle anzuschließen. Daneben hatte er ein Trio mit Gitarrist John McLaughlin und dem Holzbläser Tony Roberts.
Zusätzlich begann Thompson, auch als Session-Musiker für diverse Bands und Musiker zu arbeiten, etwa mit Donovan, The Incredible String Band, Tim Buckley, Davey Graham, Nick Drake, Michael Chapman, Harold McNair, Joe McDonald, Mary Hopkin, Rod Stewart, Stefan Grossman, John Martyn, Tom Paxton, Magna Charta, Sandy Denny und Ralph McTell, sogar mit T. Rex. Nachdem sich Pentangle 1973 getrennt hatten, intensivierte er diese Arbeit; er begleitete weiterhin John Martyn, aber auch Donovan, Maddy Prior, Julie Felix, Bert Jansch, John Renbourn und Kate Bush (The Dreaming). Als Pentangle 1984 eine Reunion startete, war er wieder mit von der Partie, kehrte der Band jedoch schon 1986 wieder den Rücken. 1987 veröffentlichte Thompson dann sein Solo-Debüt Whatever, dem 1989 Whatever Next folgte. In den 1990ern begann er mit dem (nicht verwandten) Richard Thompson zu touren und nahm 1998 zusammen mit Peter Knight ein Album auf.
Er arbeitete auch mit ABC, Tasmin Archer, Kevin Ayers, The Blind Boys of Alabama, Billy Bragg, Stephan Eicher, Everything but the Girl, Peter Gabriel, Yusuf Islam, Ketama und Toumani Diabaté, Peter Knight, Richie Kotzen, Dagmar Krause, Tom Robinson, David Sylvian, Talk Talk, The The, Hannes Wader, Loudon Wainwright III oder Paul Weller.

## Diskographie (Solo)
- Live 1967 (Danny Thompson Trio; veröffentlicht 1999 auf Resurgent)
- Whatever (1987 auf Hannibal)
- Whatever's Next (1989 auf Antilles)
- Elemental (1990 auf Antilles)
- Live at Crawley 1993 (1995 mit Richard Thompson auf Flypaper)
- Singing the Storm (1996 mit June Tabor und Savourna Stevenson auf Cooking Vinyl)
- Peter Knight & Danny Thompson (1998 mit Peter Knight auf Resurgent)
- Whatever's Best (1998 auf Resurgent)
- Connected (2012)